# Вилучення церковних коштовностей у СРСР
Кампа́нія з ви́лучення церко́вних кошто́вностей і дзво́нів — насильницька кампанія проти церкви, яку провели більшовики у 1920-1930-х роках під приводом боротьби з масовим голодом у Поволжі та інших регіонах. В рамках кампанії на користь держави вилучалися вироби з дорогоцінних металів та дорогоцінні камені, що перебували в храмах усіх конфесій. Вилученню підлягали і предмети, призначені виключно для богослужбових цілей (священні судини), що поставило в дуже вразливе становище духовенство та викликало опір частини парафіян. Кампанія супроводжувалася репресіями проти священнослужителів. З самого початку операції кошти, вилучені у Церкви, не планувалося використовувати для боротьби з голодом. Одночасно більшовицький режим ставив метою «іспроказіть» (вираз протопопа Авакума) Російську православну церкву та поставити на чолі її маріонеткову обновленське керівництво.

## Кампанія з вилучення церковних коштовностей 1922—1923 рр
Улітку 1921 р. на півдні України, Кавказі, у Поволжі та Приураллі спалахнув голод, що уніс життя близько мільйона людей. Церква одразу відгукнулася на велику трагедію. Скрізь у церковних громадах почалося створення комітетів допомоги голодуючим, діяльність яких, однак, була припинена радянським урядом, а зібрані кошти реквізовані. Для більшовиків голод став зручним приводом, щоби завдати церкві нищівного удару, а заразом і поповнити спустошену за воєнні та революційні роки державну казну. Прикриваючись лихом, можна було провести конфіскацію церковних цінностей, не настроюючи проти себе загал. Тому В.Ленін вимагав якнайшвидше завершити цю справу, не зупиняючись ні перед чим.

### Початок кампанії
У січні 1922 р. Політбюро ЦК КП(б)У направило директиву губкомам п'яти губерній, які охопив голод, «повести аґітацію за збирання золота й срібла з церков для закупівлі насіння». При цьому було рекомендовано не перешкоджати селянам експропріювати церковні коштовності. 3 березня 1922 р. Всеукраїнський центральний виконавчий комітет (ВУЦВК) ухвалили постанову про передачу церковних цінностей у фонд допомоги голодуючим. За пропозицією Л. Троцького ЦК РКП(б) порадив очолити кампанію таємним комісіям у складі секретарів губкомів партії або завідувачів аґітаційно-пропагандистських відділів. Однак український комуністичний провід поклав керівництво відчуженням коштовностей на бюро губкомів, «у зв'язку з тим, що вилучення вже фактично розпочалось».
Вищий орган законодавчої влади Радянської Росії — Президія ВЦВК (голова М. І. Калінін) — 2 січня 1922 р. прийняв постанову «Про ліквідацію церковного майна». 23 лютого 1922 року Президія ВЦВК опублікував декрет, в якому постановляв місцевим Радам «… вилучити з церковних майн, переданих у користування груп віруючих усіх релігій, з описів та договорами всі дорогоцінні предмети з золота, срібла та каменів, вилучення яких не може суттєво вплинути на інтереси самого культу, і передати до органів Народного комісаріату фінансів для допомоги голодуючим». Декрет передбачав «перегляд договорів та фактичне вилучення з описам дорогоцінних речей здійснювати з обов'язковою участю представників груп віруючих, у користування яких зазначене майно було передано». На ділі ж мова йшла про вилучення всіх цінностей без жодного розбору.
Незабаром після видання декрету Патріарх Тихон написав на ім'я голови Президії ВЦВК Калініна (оскільки — формально — ініціатива вилучення виходила від ВЦВК) запит. Не отримавши від останньої відповіді, Патріарх 15 (28) лютого 1922 р. звернувся до віруючих з відозвою, що став згодом широко відомим, в якому піддав осуду втручання ВЦВК у справи Церкви, порівнявши його з святотатством:

<… > Ми знайшли можливим дозволити церковнопарафіяльних радам та громадам жертвувати на потреби голодуючих дорогоцінні церковні прикраси та предмети, що не мають богослужбового вжитку, про що і сповістили Православне населення 6 (19) лютого з. м. особливим відозвою, яке було дозволено Урядом до надрукування та розповсюдження серед населення. 

Але слідом за цим, після різких випадів на урядових газетах по відношенню до духовних керівникам Церкви, 10 (23) Новини за лютий ВЦВК, для надання допомоги голодуючим, ухвалив вилучити з храмів всі дорогоцінні церковні речі, в тому числі і священні судини та інші богослужбові церковні предмети. З точки зору Церкви подібний акт є актом святотатства… Ми не можемо схвалити вилучення з храмів, хоча б і через добровільне пожертвування, священних предметів, вживання яких задля богослужбових цілей забороняється канонами Вселенської Церкви та карається Нею як святотатство — миряни відлученням від Неї, священнослужителі — виверженням з сану (Апостольське правило 73, дворазова. Вселенський. Собор. Правило 10).
10 березня 1922 р. Ленін отримав детальну доповідну записку з обґрунтуванням необхідності створення за кордоном спеціального синдикату для реалізації вилучених цінностей від наркома зовнішньої торгівлі Л. Б. Красіна, на яку наклав позитивну резолюцію.
11 березня 1922 р. Л. Д. Троцький направив Леніну лист, в якому скаржився на повільність комісій ВЦВКа з вилучення цінностей і на плутанину, що панує в цих комісіях. Троцький запропонував створити «секретну», «ударну» комісію у складі голови Сапронова, Уншліхт, Самойлової-Землячки та Галкіна для проведення показового вилучення в Москві. За задумом Троцького, така комісія повинна була займатися «фактичним вилученням» та забезпеченням «політичної сторони справи». Діяльність комісії мала бути секретною, все має робитися від імені ЦК Помгол.
Наступного дня, 12 березня 1922 р. Троцький написав на ім'я Леніна донесення про фактичний час вилучення, акцентуючи увагу, що справа перехід в стадію «останнього „удару“» та роботу з вилученню необхідно організувати так, «щоб воно відбулося без політичних ускладнень», для чого напередодні створена «ударна» московська комісія вже приступила до роботи. Для дискредитації та внесення розколу в Церкву планувалася широкомасштабна кампанія на користь вилучення з боку священиків-обновленцев. Вилучення в Москві планувалося завершити до початку партійного з'їзду — Москва повинна була стати прикладом: «Якщо в Москві пройде добре, то в провінції питання вирішиться сам собою». Йшла підготовча робота по початку акції в Петрограді. закінчувалося донесення так: «Головна робота досі йшла з вилучення зі скасованих монастирів, музеїв, сховищ і ін У цьому сенсі витвір найбільша, а робота далеко ще не закінчена». На донесення Троцького Ленін відреагував негайно, в той же день відправивши телефонограму відповідальному секретарю ЦК РКП (б) Молотову: «Негайно пошліть від імені Цека шифровану телеграму всім губкомам про те, щоб делегати на партійний з'їзд привезли з собою можливо більш докладні дані та матеріали про наявні в церквах та монастирях цінностях і про хід робіт з вилучення їх».

### Події в Шуї і загострення ситуації
У березні в ряді місць сталися заворушення, пов'язані з вилученням цінностей. Особливо великий суспільний відгук викликали події в Шуї, де 15 березня 1922 р. натовп схвильованих віруючих вчинив опір вилученню цінностей. По натовпу був відкритий кулеметний вогонь. Внаслідок зіткнення було вбито четверо, поранені десятеро. Наступного дня у зв'язку цією подією політбюро ЦК РКП (б), за відсутності Леніна, ухвалило рішення призупинити вилучення, на місця було розіслано телеграму: «… Політбюро дійшло висновку, що справа організації вилучення церковних цінностей ще не підготовлена та вимагає відстрочки…».
Але 19 березня 1922 р. Ленін направив секретний лист членам Політбюро ЦК РКП (б), в якому виклав свій план розправи з церквою, скориставшись голодом та подіями в Шуї. Лист кваліфікував події в Шуї як лише один із проявів загального плану опору декрету Радянської влади з боку «найвпливовішої групи чорносотенного духовенства» та безумовно вимагав скористатися ситуацією «з якнайбільш скаженою та нещадній енергією, не зупиняючись перед придушенням якого завгодно опору,… дати якнайбільш рішучий і нещадний бій чорносотенному духовенству та придушити його опір з такою жорстокістю, щоб вони не забули цього протягом декількох десятиліть… Чим більше число представників реакційної буржуазії та реакційного духовенства вдасться нам з цього приводу розстріляти, тим краще». Ленін наполягав на остаточній та швидкій розправі з Російською православною церквою негайно: «Треба саме тепер провчити цю публіку так, щоб на декілька десятків років ні про який опір вони не сміли та думати». Він розумів, що з початком Генуезької міжнародної конференції, на яку більшовики покладали великі надії, бажаючи отримати дипломатичне визнання, якого РРФСР тоді ще не мала, і економічну та фінансову допомогу від країн Заходу («після Генуї виявиться або може виявитися, що жорстокі заходи проти реакційного духовенства будуть політично нераціональні, може бути навіть занадто небезпечні.»), виконати таку операцію було б значно важче — у випадку прийому Радянської Росії в «сім'ю цивілізованих народів» могли послідувати дії західних країн проти церковних репресій та зобов'язання, які довелося б узяти на себе. Крім того, Ленін вважав що вилучення церковних цінностей під виглядом боротьби з голодом змусить замовкнути навіть представників російської білої еміграції, які в інших умовах безсумнівно протестували б проти вилучення. Причому за планами Леніна вилучені цінності і не повинні були спрямовуватися на закупівлю продовольства для голодуючих — на кошти, виручені від цієї операції необхідно «створити фонд…. Без цього ніяка державна робота взагалі, ніяке господарське будівництво зокрема та ніяке відстоювання своєї позиції в Генуї в особливості абсолютно немислимі. Взяти в свої руки цей фонд у кілька сотень мільйонів золотих рублів (а може бути, і кілька мільярдів) ми повинні будь-що. А зробити це з успіхом можна лише тепер». Телеграми про призупинення вилучення Ленін пропонував не скасовувати, що б «приспати пильність» ворога. Самих же учасників подій в Шуї покарати під час судового процесу який повинен «закінчитися не інакше, як розстрілом дуже великого числа найвпливовіших та найнебезпечніших чорносотенців р. Шуі, а по можливості також і не лише цього міста, а й Москви та кількох інших духовних центрів», для чого послати в Шую «енергійного та толкового» представника, давши йому «усні» інструкції. «Усні директиви» видати й урядовцям, які повинні організувати процес над «бунтівниками». «… даний момент являє собою не тільки виключно сприятливий, але й взагалі єдиний момент, коли ми можемо 99 зі 100 шансів… розбити ворога наголову та забезпечити за собою необхідні для нас позиції на багато десятиліть». «Усі міркування, — продовжував він, — указують на те, що пізніше зробити нам цього не вдасться, бо ніякий інший момент, окрім відчайдушного голоду, не дасть нам такого настрою широких селянських мас, який би або забезпечив нам співчуття цієї маси, або, принаймні, забезпечив би нам нейтралізування цих мас».
На основі розісланого напередодні членам Політбюро ЦК проекту заходів з вилучення, розроблених Троцьким, Політбюро ЦК РКП (б) 22 березня 1919 р. прийняло його план до виконання. Він включав арешт Синоду, показовий процес по Шуйській справі, а також вказував — «Приступити до вилучення у всій країні, абсолютно не займаючись церквами, що не мають скільки-небудь значних цінностей». 10 травня 1922 р. були розстріляні шуйські протоієрей Павло Светозаров, ієрей Іоанн Рождественський та мирянин Петро Язиков.

### Подальший хід кампанії

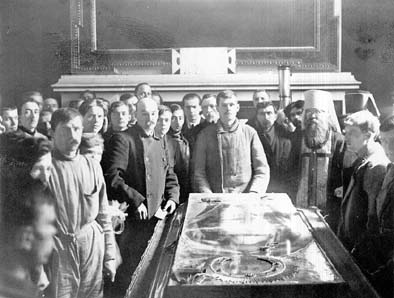
Розтин мощей Олександра Невського та вилучення дорогоцінної раки (травень 1922 року)

У квітні було створено Центральну комісію по вилученню церковних цінностей (вилкомісію), головою якої був призначений Микола Скрипник. До її складу також входили представники Державного політичного управління (ДПУ). За постановою ВУЦВК безпосередньо конфіскацією займалися спеціальні комісії з представників комітетів допомоги голодуючим (помголи), голів виконкомів та фінвідділів. Пов'язані з цим питання розглядалися на закритих пленумах окружних виконкомів. В акції також брали участь міліцейські або військові підрозділи, зокрема частини особливого призначення, котрі використовувалися в разі загострення ситуації.
Темпи розпочатої кампанії не влаштовували партійне керівництво. Секретар ЦК РКП(б) В.Молотов у шифротелеграмі, направленій до Харківського, Катеринославського та Донецького губкомів партії, наполягав розширити рух допомоги голодуючим до загальнонародних масштабів, добиваючись того, щоби до нього були залучені робочі всіх фабрик і заводів. Інакше, говорилося в документі, політичним переможцем у боротьбі проти голоду зможе вийти духовенство. Партійне керівництво вимагало прискорити проведення кампанії й погрожувало покарати винних. Уже в травні були вжиті певні заходи. Так, голова Дебальцевської повітової вилкомісії був відданий під суд ревтрибуналу за бездіяльність під час відчуження церковного скарбу.
У період з 1 по 11 травня тільки у Донецькій губернії було відчужено приблизно 2181 кілограм срібла, 384 грами золота, близько 500 грамів перлів, а також 106 діамантів, понад 50 рубінів, сапфірів та іншого дорогоцінного каміння. 14 квітня Політбюро ЦК КП(б)У ухвалило переправити всі конфісковані в Україні коштовності до Москви. Але у зв'язку з тим, що «голодуюче населення УРСР становить 15 відсотків голодуючих усієї федерації, поставити перед ЦК Помгол РСФРР через ЦК РКП(б) питання про передачу Україні для боротьби з голодом 15 відсотків цінностей, зібраних по всій федерації».
Першими результатами кампанії влада була незадоволена. Вона пояснювала це «мирним» відчуженням коштовностей, у ході якого нібито була зібрана незначна їх частина. ЦК партії закликав негайно провести додаткову конфіскацію. Відтепер будь-яка заміна дорогоцінностей хлібом чи іншими продуктами заборонялась. Тільки в деяких випадках, коли мова йшла про особливо шановані віруючими предмети, ЦК Помголу міг дозволити викупити їх рівноцінною кількістю золота чи срібла. Додаткове вилучення в Україні розпочалося на початку 1923 р.
На місцях, як правило, вилучення проходило без належної підготовки. Непоодинокими були випадки, коли члени комісій глумилися над святинями та знущалися з релігійних почуттів віруючих. Деякі комуністи пропонували не морочитися з релігійниками, а застосувати революційні заходи — експропріювати скарб уночі шляхом несподіваних нападів на храми. У Донбасі подібний випадок стався у Слов'янському повіті. Уночі проти 24 квітня 1922 р. напередодні приїзду вилкомісії до Святогірської обителі невідомі здійснили погром Преображенської церкви монастиря. Ймовірно, це була ланка одного ланцюга лівацької тактики деяких більшовиків, щоправда, засудженої більшовицьким проводом. ДПУ УРСР вимагало припинити подібні дії й навіть попереджало про притягнення винних до суворої відповідальності, але ніхто з них не був покараний, принаймні, відомостей про це не було знайдено.
Натомість ЦК партії приділяв особливу увагу проведенню аґітаційної роботи, за допомогою якої більшовики розраховували зіграти на релігійних почуттях віруючих і примусити їх добровільно пожертвувати дорогоцінності. У партійних інструкціях підкреслювалось, що аґітації, аби уникнути зайвих конфліктів, треба було надати «характер далекий від усілякої боротьби з релігією та церквою, а цілковито спрямований на допомогу голодуючим».
Під тиском влади архієпископи Харківський Нафанаїл Троїцький та Катеринославський Агапіт Вишневський (УПЦ) змушені були звернутися до пастви з відозвою про сприяння впровадженню декрету. Але такі заклики не скрізь були почуті. За церковними канонами використання священних предметів не для богослужебних цілей вважалося святотатством. Поширення набув такий різновид опору, як приховування церковних речей. До цих заходів вдалися, наприклад, ченці Старобільського монастиря й Святогірської Успенської пустині. 26 квітня в Успенській обителі було вилучено приблизно 40 пудів 25 фунтів срібла, 100 алмазів, 100 діамантів, 50 рубінів, 20 аметистів, 2 ізумруди, 1 пуд 18 фунтів парчі й шовку, 18 перських та інших килимів, велику кількість перлів і різних каменів, а також 76 грамів золота. Комісії здалося цього недостатньо. Спецслужбам було доручено дізнатися, чи не приховують ченці скарб. Уповноважений ДПУ допитав колишнього послушника пустині, який підтвердив підозри властей і зізнався, що на території монастиря схоронені коштовності. У ході розслідування було додатково вилучено золотий хрест, срібний посуд, самовари, килими, простирадла, ковдри, білизну, рушники, навіть папір й олівці. Особливо обурили більшовиків дії одного ієромонаха, котрий у себе зберігав від сторонніх очей велику кількість сухарів, борошна, пшона, меду. У своєму звіті комісія відзначала, що значна частина цих продуктів зіпсувалася, тоді як «ченці скаржаться на брак їжі». Ще один ієродиякон, завідувач монастирської крамниці «деякі речі сховав у своєї коханки в с. Яровій». Усе це було добрим матеріалом для пропаганди проти монахів і згодом стало приводом для закриття Святогірської пустині.

### Кампанія з дискредитації Патріарха Тихона
Хоча у своєму таємному листі від 19 березня 1922 р. Ленін і написав про Патріарха Тихона «самого Патріарха Тихона, я думаю, доцільно нам не чіпати…» щоб шляхом посиленого спостереження за ним виявити всі його зв'язки, але вже в тому ж місяці почалися допити Патріарха. Він викликався в ГПУ, де йому дали під розписку прочитати офіційне повідомлення про те, що уряд «вимагає від громадянина Беллавін як від відповідального керівника всієї ієрархії визначеного та публічного визначення свого ставлення до контрреволюційного змови, на чолі якого стоїть підпорядкована йому ієрархія».

Вже на початку травня 1922 р. за пропозицією Леніна Політбюро ЦК РКП (б) постановило: 
Дати директиву Московському трибуналу: 
1. Негайно залучити Тихона до суду. 
2. Застосувати до попів вищу міру покарання.

5 травня 1922 Патріарх був викликаний до суду на процес у справі московського духовенства. Суд виніс окрему ухвалу про притягнення гр-на Беллавіна до кримінальної відповідальності. Патріарх був заарештований. 19 травня 1922 р. його перевезли з Троїцького подвір'я, де він перебував під домашнім арештом, в Донському монастирі в повній ізоляції від зовнішнього світу. Судячи з численних публікацій у радянській пресі навесні 1923 року листів від громадян, які вимагали суворо покарати «людожера» Тихона, влади готувалися до розправи над Патріархом. Від розстрілу Патріарха більшовицьке керівництво зупиняло лише побоювання бурхливої реакції Заходу — Велика Британія, наприклад, прямо заявила, що якщо суд над Патріархом почнеться, то вона відкличе з Радянської Росії своїх дипломатичних представників Тихон був звільнений та справу проти нього припинено лише після заяви про те, що він «кається у проступках проти державного ладу». Сталося це у червні 1923 року. До цього часу Ленін, внаслідок чергового нападу важкої хвороби, остаточно відійшов від справ.

### Судові процеси, пов'язані з вилученням церковних цінностей
Кампанія з вилучення церковних цінностей лише за перше півріччя 1922 р. викликала більше 1400 випадків кривавих зіткнень. За цими подіями відбувся 231 судовий процес; 732 особи, переважно священнослужителі та ченці, опинилися на лаві підсудних.
7 травня 1922 р. Московський революційний трибунал за звинуваченням у протидії вилученню церковних цінностей, що кваліфікувалося як контрреволюційна діяльність, засудив 49 осіб, у тому числі засудив до розстрілу 11 осіб (дев'ятьох священиків та трьох мирян). З них були розстріляні священики Христофор Надєждін, Василь Соколов, Олександр Заозерський, ієромонах Макарій (Телегін) та мирянин С. Ф. Тихомиров.

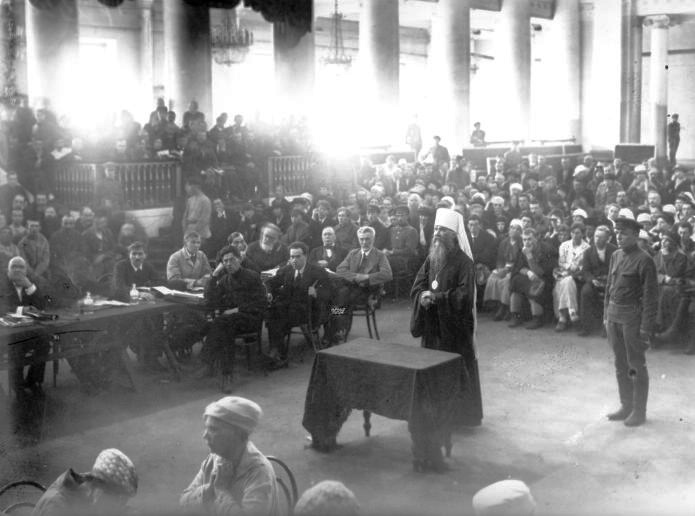
Процес над митрополитом Веніаміном

У Петрограді в зв'язку з опором вилученню цінностей з деяких церков було заарештовано 87 осіб. Судовий процес над ними проходив з 10 червня по 5 липня 1922 року. Петроградський революційний трибунал засудив до розстрілу 10 підсудних, шістьом з яких смертна кара була замінена позбавленням волі. Були розстріляні митрополит Веніамін (Казанський), архімандрит Сергій (Шеїн), адвокат І. М. Ковшаров та професор Ю. П. Новицький.
12 травня 1922 р. Новгородський революційний трибунал виніс вирок у справі про заворушення у зв'язку з вилученням цінностей в Старій Руссі. До смертної кари було засуджено священики В. І. Орлов, В. А. Пилаєв і Н. М. Смислов. Інші 15 підсудних були засуджені до різних термінів ув'язнення.
Донський обласний ревтрибунал з 22 по 30 серпня 1922 р. вів справу за обвинуваченням ростовського єпископа Арсенія, 7 священиків і 25 парафіян, які брали участь у заворушеннях 11 березня 1922 року біля Кафедрального собору Ростова-на-Дону, коли члени комісії з вилучення зазнали побиття. Трибунал виніс розстрільний вирок Арсенію, але за оголошеною до річниці Жовтневої революції амністією замінив вищу міру покарання позбавленням волі на десять років.
У ході судового процесу над групою духовенства, що проходив в Царицині з 9 червня 1922 р., був засуджений до розстрілу вікарій Донський єпархії Микола (Орлов). Однак він не був розстріляний, а помер у в'язниці.
В Смоленську виїзна сесія Військової колегії Верховного трибуналу ВЦВК з 1 по 24 червня 1922 р. розглядала справу «Смоленських церковників», за яким було залучено 47 осіб. З них до розстрілу були засуджені Залеський, Пивоваров, Мясоєдов та Демидов, а до різних термінів ув'язнення було засуджено ще 10 проходили у справі віруючих.
Революційний трибунал Чуваської автономної області в травні 1922 р. провів судовий розгляд стосовно благочинного протоієрея А. А. Соловйова та групи віруючих. Благочинний А. А. Соловйов та активний учасник опору вилученню Н. Я. Галахов були засуджені до розстрілу.
Другий судовий процес над духовенством Москви та Московської губернії, так званий «процес другої групи церковників», проходив з 27 листопада по 31 грудня 1922 р. Трибунал розглянув справи 105 обвинувачених. Серед обвинувачених були священики, професори, вчителі, студенти, робітники, селяни, тощо. Найактивнішим учасникам опору вилученню цінностей був винесений смертний вирок. Однак у зв'язку з амністією, оголошеною до річниці революції, замінивши розстріл тюремним ув'язненням.
Наприкінці 1923 року за звинуваченням в опорі акціям по вилученню цінностей були притягнуті до суду єпископ Бахмутський і Донецький Йоаникій Соколовський та єпископ Маріупольський Андрій Одинцов. На подив м'який вирок був винесений Святогірським ченцям. У справі про приховування скарбу проходило дев'ять монахів на чолі з архімандритом Трифоном Скрипченком. Але волі позбавили тільки завідувача монастирською крамницею, решту засудили умовно. Ленін вимагав найсуворішого покарання тим, хто захищав свої святині. «Чим більше представників реакційного духівництва та реакційної буржуазії вдасться нам з цього приводу розстріляти, — писав він, — тим краще. Треба саме тепер провчити цю публіку так, щоби на кілька десятків років ні про який спротив вони не сміли й думати».
В цілому протягом 1922—1923 років було розглянуто 250 судових справ у зв'язку в опором вилучення церковних цінностей. В 1923 р. в VI відділенні («церковному») секретно-політичного відділу ГПУ перебувала у провадженні 301 слідча справа, було заарештовано 375 осіб та вислано в адміністративному порядку, у тому числі за кордон, 146 осіб. До кінця 1924 р. у в'язницях та таборах побувало близько половини всього російського єпископату — 66 архієреїв. За даними Православного Свято-Тихонівського богословського інституту, загальна кількість репресованих церковних діячів в 1921—1923 рр.. склала 10 тисяч осіб, при цьому був розстріляний кожний п'ятий — всього близько 2 тисяч.

### Еконономічні наслідки
Підсумки кампанії 1922-1923 рр. були не дуже значними для радянського уряду. Очікуваних церковних скарбів на кілька сотень мільйонів, а то й мільярдів золотих карбованців, про які говорив Ленін, не виявилося. Усього в Радянському Союзі було отримано 4 мільйони 65 тисяч золотих карбованців, але до центру надійшло лише три з половиною мільйони з яких на потреби голодуючих, імовірно, пішла незначна частина.
Переважна частина вилучених у церкви 1922 року цінностей пішла в переплавку, а отримані з продажу гроші були витрачені на проведення самої кампанії щодо їх вилучення: антицерковна агітація, технічне забезпечення (транспорт, вантажники, пакувальні матеріали, тощо.), надкошторисних асигнування, тощо. Значна частка цінностей пішла на утримання партійного та радянського апарату. Саме в цей час співробітникам апарату були збільшені зарплата, різні види постачання, тощо. Частина золота та коштовностей була попросту розкрадена, про що свідчать суди, що пройшли над співробітниками Гохрана.
Натомість Православна церква, що отримала від радянської держави дозвіл самостійно займатися збором коштів для допомоги голодуючим, в період з 19 лютого, коли відповідне звернення Патріарха Тихона було опубліковано в газетах, по 23 лютого 1922 р. зібрала близько дев'яти мільйонів рублів. золотих рублів.

## Кампанія з вилучення церковних дзвонів 1929—1935 рр

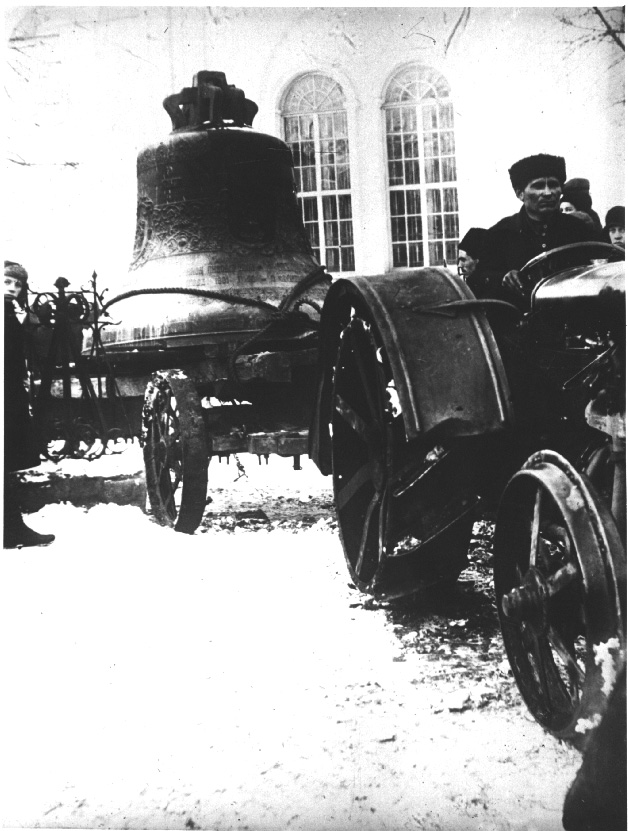
Зняття дзвонів з храмів (Луганськ, 1929)

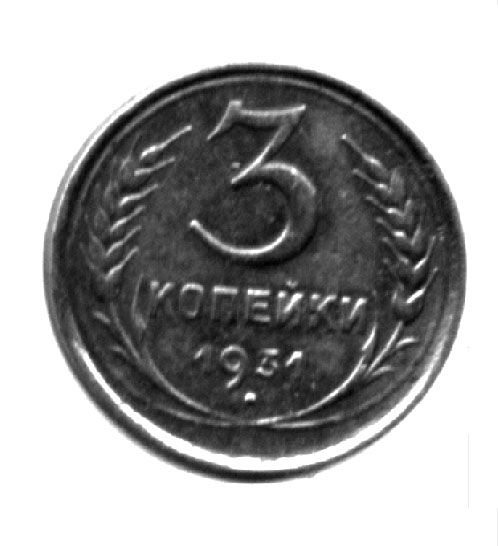
Радянські копійки із дзвонової міді, 1931

Одне з перших в історії Росії вилучень церковних дзвонів відбувалося за часів Петра І, коли дзвоновий метал використовувався на потреби російської армії під час війни зі шведами.
Повторно кампанія проти дзвонів розпочалася у 1918 р., коли було заборонено бити на сполох. 1926 р. Народні комісаріати внутрішніх справ та юстиції вжили жорсткіші обмежувальні заходи, щоби приборкати «гавкіт дзвонів» (вислів С.Єсеніна), який нібито «суперечив принципу відокремлення церкви від держави, порушував громадський спокій і права широких безрелігійних трудящих мас, особливо міста, заважав праці й відпочинку населення». З лютого 1929 р. влада приступила до їх відчуження. «Луганська правда» писала: «У 1921-1922 рр., коли країна мала нагальну потребу в золоті, ми вилучили з церкви золоті речі й чимало голодуючих було врятовано від смерті… У теперішній час саме життя вимагає вилучити з церкви дзвони, кольоровий метал, котрий, як голодуючому хліб, необхідний для промисловості».
У жовтні 1930 р. глава Раднаркому СРСР О.Риков звернувся до голів раднаркомів союзних республік з проханням якнайшвидше конфіскувати дзвони, які передбачалося «використати в першу чергу для чеканки дрібної розмінної монети…, не надаючи цьому політичного значення та зайвого розголосу». Згідно з порядком, встановленим ВУЦВК, відчуження дозволялося лише за вимогою більшості населення даної місцевості. Після розгляду постанов зборів трудящих на пленумі чи президії районних чи міських рад клопотання про конфіскацію передавалося на затвердження до облвиконкому. Місцеві органи влади реалізовували вилучені дзвони через Металобрухт. Отримані за них кошти поверталися до міських, селищних або сільських бюджетів на культосвітні потреби, у тому числі на користь Спілки войовничих безвірників. Окрім дзвонової міді, конфісковували залізо, латунь і бронзу. Під кінець 1935 р. кампанія проти дзвонів в основному завершилась.